# 3:10 do Yumy
3:10 do Yumy (ang. 3:10 to Yuma, na język polski tłumaczone także jako Piętnasta dziesięć do Yumy) – amerykański western z 2007, w reżyserii Jamesa Mangolda. Film jest remakiem westernu z 1957, 15:10 do Yumy w reżyserii Delmera Davesa.

## Obsada
- Christian Bale – Dan Evans
- Russell Crowe – Ben Wade
- Ben Foster – Charlie Prince
- Peter Fonda – Byron McElroy
- Logan Lerman – William Evans
- Alan Tudyk – Doc Potter
- Kevin Durand – Tucker
- Gretchen Mol – Alice Evans
- Dallas Roberts – Grayson Butterfield
- Benjamin Petry – Mark Evans
- Johnny Whitworth – Tommy Darden
- Vinessa Shaw – Emma Nelson
- Girard Swan – Harvey Pell, zastępca szeryfa
- Lennie Loftin – Glen Hollander
- Chris Browning – Crawley
- Luce Rains – Szeryf Weathers
- Benjamin Petry – Mark Evans
- Shawn Howell – Jackson

i inni.

## Fabuła
Dan Evans (Christian Bale) walczy o utrzymanie rancza i rodziny podczas długiej, wyniszczającej suszy. Desperacko potrzebuje pieniędzy na budowę studni i do spłacenia długów, więc zgłasza się do transportowania przestępcy, Bena Wade’a (Russell Crowe), licząc na nagrodę w wysokości 200 $. Ma go doprowadzić z Bisbee do Contention, skąd pociąg ma zabrać rabusia do Yumy na rozprawę. Jednak od samego początku musi walczyć ze wspólnikami Wade’a, bezwzględnymi mordercami, którzy za wszelką cenę próbują go odbić. Dan Evans odrzuca także propozycję Wade’a otrzymania olbrzymiej gotówki 1000 $ pochodzącej z napadu na dyliżans. Razem z Danem rusza miejscowy szeryf, Greyson Butterfield (Dallas Roberts), Doktor Potter (Alan Tudyk), Bayron McElroy (Peter Fonda) i Tucker (Kevin Durand). Za nimi podąża syn Dana, William (Logan Lerman).

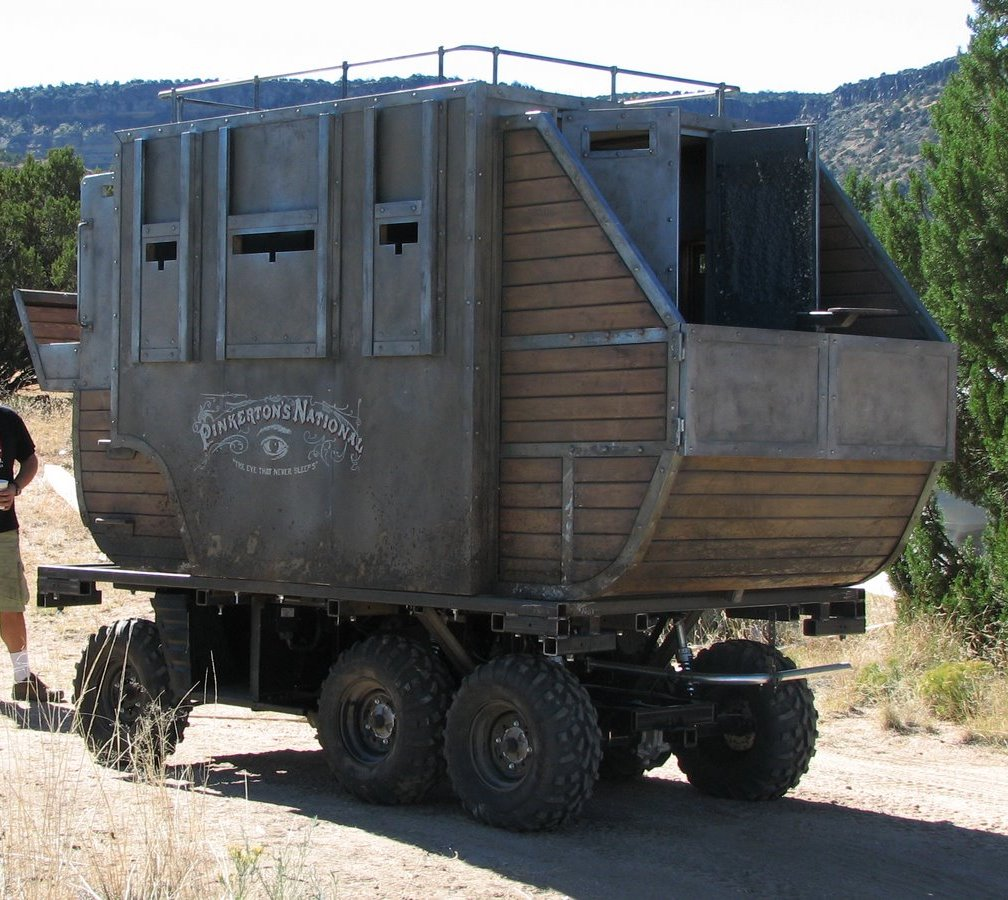
Dyliżans używany w filmie

## Nagrody i nominacje
- Oscary 2008
  - Marco Beltrami – najlepsza muzyka (nominacja)
  - Paul Massey, David Giammarco oraz Jim Stuebe – najlepszy dźwięk (nominacja)